# Land Bay
Die Land Bay ist eine vereiste Bucht an der Ruppert-Küste des westantarktischen Marie-Byrd-Lands unmittelbar östlich von Groves Island. Der Strauss-Gletscher mündet in den östlichen Abschnitt dieser Bucht.
Entdeckt wurde sie bei der United States Antarctic Service Expedition (1939–1941). Namensgeber ist Emory Scott Land (1879–1971), Konteradmiral der United States Navy und Vorsitzender der United States Maritime Commission, nach dem auch der Land-Gletscher benannt ist.